# 小串成重
小串 成重（永祿3年?1560年?－文祿2年1593年），日本戰國時代、安土桃山時代的武將，通稱忠藏、忠左衛門，為立花家臣，是小串成元次子，兄為小串成信。

## 生平

### 出自
小串氏之祖為從四位下小串三河守藤原成實，在菅原道真被貶往九州時隨行至九州筑前，亦獲准改姓菅原。至後代子孫於此處的莚(席)田郡下臼井一地居住。
小串成重之父小串成元是立花道雪於北九州筑前擔任立花山城城督時期加入的家臣，成元與其兄小串成春參與筑前平亂等戰事。
天正7年（1579年）8月13日~14日，小串成春戰死於柑子嶽城運糧時之第三次生松原之戰，後成元亦於天正14年（1586年）「九州征伐」期間，8月25日的「高鳥居攻城戰」中負傷，後日因傷重死去。

### 早期經歷
天正13年(1585年)，立花道雪在筑後遠征中途病逝後，主家大友家於翌年天正14年(1586年)被島津家侵攻而面臨存亡危機。7月27日島津軍在筑前攻陷高橋紹運的岩屋城後，進逼至道雪養子立花宗茂統轄的立花山城，此時小串成重與父兄跟隨立花宗茂一同進行游擊戰，和一眾立花家臣共同守住立花山城，隨後於8月25日的高鳥居攻城戰，父親成元從險崖攀爬進城內，負傷於日後死去。
天正15年(1587年)，立花家於豐臣秀吉發動的九州征伐後因功受封筑後柳川成為大名，9月下旬參與鎮壓「肥後國人一揆」戰事；在此期間，小串成重對主公立花宗茂、筆頭家老小野鎮幸及米多比鎮久極為敬重，後與兄長小串成信擔任米多比鎮久的與力眾，領有八百石。

### 戰死朝鮮
文祿元年（1592年），豐臣秀吉發動侵略朝鮮的戰事，立花家和小早川隆景、小早川秀包、筑紫廣門以及立花宗茂之弟高橋統增一同編為第六軍出征。
在第一次侵略朝鮮「文祿之役」中的「碧蹄館之戰」，由中國明朝將領李如松率領的軍隊於平壤大敗日本將領小西行長所率第一軍後，挾其攻勢南下直逼日軍集結的朝鮮京城；此時日軍眾將領討論該籠城或出戰，最後經小早川隆景推薦，由立花家擔任先鋒出戰。此時立花宗茂將軍隊分為三隊，以小野鎮幸、米多比鎮久率先鋒隊，中備隊為十時惟道、內田統續，後備則是宗茂自己與胞弟高橋統增率領。隨後又決定讓十時、內田等中備轉為先鋒以鶴翼之陣、中備小野、米多比以魚鱗之陣，宗茂及統增的後軍則以長蛇之陣來進軍。而小串成重則配屬於小野、米多比的中備軍旗下。
立花軍在此戰的前哨戰中擊敗由明將查大受率領的先鋒隊後，約於午時，日軍的主力部隊陸續抵達，在小早川隆景的戰術方針下以自軍為正面，立花軍自左、而小早川秀包和毛利元康等由右包圍明軍和朝鮮軍。立花軍在開戰後伺機而動，抓準時機從左側面突擊明軍右翼，並直達李如松的本陣，兩軍混戰；此時傳聞小串成重如猛虎般咆嘯鼓舞友軍進擊突入明軍中堅部隊，並與一敵將交鋒，後深陷於重圍，於此役陣亡。
小串成重死後，其兄小串成信也戰死於之後的「蔚山之戰」。